# Baumes de Caixurma
Les Baumes de Caixurma són un complex sistema de galeries laberíntiques i esquerdes estretes que transcorren entre blocs de grans dimensions, al sud del cingle de Castellfollit de la Roca, dins del terme municipal de Montagut i Oix.
Es tracta de blocs de margues lutitiques gris – blavoses. Segons la cartografia de l’Institut Geològic de Catalunya, son materials eocènics del Lutecià.
Les entrades a les baumes, d'una llargada aproximada de 400m, són amagades per la densa vegetació.
L'accés principal parteix del pont sota la cinglera de Castellfollit de la Roca, i passa pel cim dels túnels de l'autovia A-26.